# Милена Цанева
Милена Георгиева Цанева е българска литературоведка и литературна критичка, член-кореспондент на БАН от 1997 г.

## Биография

### Произход и образование
Родена е на 20 май 1930 г. в село Борован, Врачанска област, в семейството на литературния критик и историк акад. Георги Цанев и на поетесата Пенка Цанева-Бленика. Сестра е на биохимика акад. Румен Цанев . Съпруга е на лекаря-гинеколог проф. д-р Иван Г. Пенев.
През 1953 г. Милена Цанева завършва българска филология в Софийския държавен университет. Защитава докторска дисертация на тема „Иван Вазов в Пловдив“.

### Научна и творческа дейност
От 1970 г. Милена Цанева е ст.н.с. I степен в Института за литература при БАН. През 1982 г. е избрана за професор в Софийския университет „Климент Охридски“. От 1980 до 1993 г. е ръководител на Катедрата по българска литература във Филологическия факултет на Софийския университет.
За периода 1970 – 1972 г. е редактор в отдел „Критика и литературознание“ в издателство „Български писател“, а от 1976 до 1989 г. е заместник главен редактор на сп. „Литературна мисъл“. От 1984 г. е редактор, а от 1991 г. – заместник главен редактор на сп. „Език и литература“.
През 1997 г. е избрана за член-кореспондент на БАН.
Член е на Съюза на българските писатели.
От 1954 г. Милена Цанева сътрудничи на българския периодичен печат с литературно-исторически и литературно-критически студии, статии и рецензии. Работи основно в областта на българската литература след Освобождението. Особено внимание Цанева отделя на живота и творчеството на Иван Вазов. По-специални научноизследователски интереси проявява и към българската поезия между двете световни войни – Елисавета Багряна, Никола Фурнаджиев, Атанас Далчев, Христо Радевски, Никола Вапцаров. Нейно е и първото обстойно изследване на творческото развитие на Светослав Минков, с което още през 1957 г. се нарежда между изследователите, които насочват българското литературознание към пренебрегвани по това време проблеми на поетиката.
За литературоведския облик на Милена Цанева са характерни професионалната ерудиция и прецизният език, съвременният поглед към литературно-историческото явления, психологическото портретиране и детайлният художествен анализ. Съвместно с Петър Динеков, Пантелей Зарев и Георги Цанев редактира Иван Вазов. Стихотворения (1968) и Иван Вазов. Повести и разкази (1971), сборника Творби и проблеми (Литературни анализи) (1979) и др. През 1978 – 1981 г. Милена Цанева е отговорен редактор на отдел в енциклопедия „България“.
В чест на 80-годишнината на Милена Цанева на 24 – 25 юни 2010 г. в Народната библиотека „Св. св. Кирил и Методий“ се провежда двудневна научна сесия.
Умира на 26 юни 2025 г. в София на 95-годишна възраст.

## Отличия
- Национална литературна награда „Иван Вазов“ – 2000 [7]
- Орден „Стара планина“ първа степен „за извънредно големите ѝ заслуги към Република България в областта на литературата“ – 2004 [8][9]
- Литературна награда на името на Нешо Бончев „за цялостен принос в развитието на българската литературна критика“ – 2009 [10]

### Книги
- Светослав Минков. Литературно-критически очерк (1961)
- Из поетичния свят на Иван Вазов. Литературно-критически статии (1965)
- Иван Вазов в Пловдив (1966)
- Профили и етюди (1968)
- Иван Вазов. Творчески портрети (1973, 1983, 1995)
- Петима поети (1974)
- По страниците на Под игото (1976, 1989)
- В търсене на героя. Иван Вазов на прелома между две епохи (1979)
- Писатели и творби (1980)
- Поет и общество (1985)
- Българската критика за Иван Вазов (с Илия Тодоров) (1988)
- Автори, творби и проблеми (1990)
- Иван Вазов. Поетически път (1992, 1994)
- Вечната и святата. Нови студии за Елисавета Багряна (съст.) (1994)
- Патриархът. Етюди върху творчеството на Иван Вазов (2000)
- Иван Вазов. Стихотворения (съст.) (2003)
- Съвременни прочити на класиката (съст. с проф. Милена Кирова) (2006)
- Герои на световната литература (съст. с Ива Илиева) (2008)

### Статии
- Проблемът за „пътя към Европа“ в творчеството на Алеко Константинов и П. П. Славейков, Арт, N 2, 19 – 25 януари 1992, с. 8.
- „Изкуство и критика“: Интервю за литературно-критическата дейност на Георги Цанев. Литературен вестник, II, N 27, 13 – 19 юли 1992, с. 6.
- Между „Вечната“ и „Святата“: За нравствено-психологическите измерения на женствеността в поезията на Багряна. Литературна мисъл, XXXVII, 1993, N 3, с. 3 – 14.
- Вазов, Вазовото, националното и класичното, Интервю, Литература, 1994, N 1, с. 10 – 18.
- Необикновеният смисъл на обикновеното: Наблюдения върху едно стихотворение на Атанас Далчев. Език и литература, XLIX, 1994, N 3, с. 49 – 53.
- По следите на словото, Език и литература, XLIX, 1994, N 6, с. 4 – 13.
- Вечният роман: 100 години от първото самостоятелно издание на „Под игото“. Интервю. Български писател, N 33, 29 декември 1994 – 2 януари 1995, с. 12.
- Националната епопея на Вазов – „Под игото“, Везни, VII, 1997, N 7 – 10, с. 14 – 26.
- За подписа „Г.З-ч“ или за „черните дупки“ в литературната история: За авторството на статията „Осветление на българската поезия“ в сп. Зора, 1885, N 3. Литературна мисъл, XXXIX/XL, 1997/1998, N 1, с. 61 – 76.
- Иван Вазов – основоположник на македонската тема в българската литература, Литературата, VI, 1999, N 1, с. 19 – 29.
- Иван Вазов и неговото списание „Наука“, Страница, III, 1999, N 1, с. 24 – 32.
- Вазов и Стриндберг – срещи и разминавания: По повод на две 150-годишнини. Литературен форум, IX, N 16, 27 април – 3 май 1999, с. 1, 6.
- Роженският събор ще изведе културата ни зад граница, Интервю, Стандарт news, N 2741, 28 юли 2000, с. 11.
- Едно необходимо допълнение или „Не се знай знай ли се“: За авторството на статията „Осветление на българската поезия“ в сп. Зора, 1885, N 3. Критика, I, 2000, N 2 – 4, с. 26 – 29.
- „Аз виждам Вазов в дедите си...“, Интервю, Родна реч, 2000, N 5 – 6, с. 19 – 22.
- Иван Вазов и Кирило-Методиевата културна традиция, Доклад, изнесен на Тържественото събрание по случай Деня на българската просвета и култура и на славянската писменост, БАН, 22 май 2000, Списание на Българската академия на науките, CXIII, 2000, N 6, с. 35 – 39.
- Захари Стоянов и Иван Вазов принадлежат не на една епоха, Интервю, Вестник за народа, I, N 6, 11 – 17 август 2000, с. 4.
- Той обичаше всеотдайно литературата. Из моите спомени за баща ми, Света гора, 5, 2004, с. 158 – 172.
- По страниците на „Под игото“, Везни, XV, 2005, N 3, с. 143 – 160.
- Имах късмета да превърна своето „хоби“ в професия, Интервю, Словото днес, XI, N 19, 19 май 2005, с. 4.
- Поезията на Пенчо Славейков, Везни, XVI, 2006, N 1, с. 229 – 231.
- В живота и в поезията. Пенка Цанева-Бленика (1899 – 1978), Знаци, III, 2006, N 4, с. 81 – 91.
- Не знам днес кой би тръгнал да се бие за България, Интервю, Сега, IX, N 82, 8 – 9 април 2006, с. 9, 10.
- Тя искаше всичко да е красиво. Едно пътуване с Елисавета Багряна, Знаци, V, 2008, N 1, с. 85 – 91.

## За нея
- Мария Иванова, „В творческия свят на Милена Цанева“. – Български език и литература, XXXVII, 1995, N 6, с. 56 – 58.
- Конструиране на традицията. Юбилеен сборник в чест на проф. Милена Цанева, София, УИ „Св. Климент Охридски“, 2000.
- Мария Иванова, Милена Цанева – литературна анкета, София, Народна култура, 2005.
- Емилия Момчилова, „За член-кореспондент Милена Цанева“. – Homo Sciens, № 1, с. 18, София, 2007.
- Никола Иванов, „Вярност на класиката. Милена Цанева – едно вглеждане“. – Знаци, V, 2008, N 4, с. 139 – 146.
- Петра Ташева, „Половинвековна изследователска дейност“. – Български език и литература, LI, 2008, N 3, с. 63 – 66.
- Катя Янева, „За Милена Цанева – без повод, с уважение“. – Понеделник, XI, 2008, N 9 – 10, с. 109 – 112.
- Мирела Иванова, „Юбилеен етюд за проф. Милена Цанева“. – Литературата, 2011, № 7.